# Spoorlijn Tørsbøl - Padborg
De spoorlijn Tørsbøl - Padborg is een voormalige lokaalspoorlijn van het schiereiland Jutland in Denemarken aangelegd in de tijd dat dit gebied tot Hertogdom Sleeswijk behoorde.
In een Duitse wet van 29 april 1894 werd besloten om een spoorlijn van Sønderborg via Gråsten naar Tinglev en Padborg aan te leggen. Het duurde echter tot 15 juli 1901 totdat deze lijn werd geopend. In Tørsbøl takte de lijn naar Padborg hiervan af.
Evenals de andere spoorlijnen in het gebied dat in 1920 werd teruggegeven aan Denemarken, ging ook deze lijn in 1920 over naar de Danske Statsbaner (DSB). In 1928 werd het station van Padborg in noordelijke richting verplaatst naar de huidige locatie, waarbij het spoor uit Tørsbøl een eigen perron kreeg. De spoorlijn tussen Tørsbøl en Padborg bleef nog 12 jaar in gebruik bij de DSB, alvorens in 1932 te worden opgeheven. De laatste trein tussen Tørsbøl en Padborg reed op 21 mei 1932.